# Paradera
Paradera is een regio en plaats in het noordoosten van Aruba en ligt in het district Paradera. Paradera zelf heeft 2486 inwoners, het hele district Paradera telt 12.024 inwoners.
De Sint-Filomenakerk (Parokia Santa Filomena) domineert de skyline omdat ze boven de rest van de huizen uitsteekt.
De rotsformatie van Casibari bevindt zich in bij de naamgevende plaats.

## Bevolking
De volgende nederzettingen worden gerekend tot het district Paradera (volkstelling 2010)
| Naam        | Mannen | Vrouwen | Totaal |
| ----------- | ------ | ------- | ------ |
| Shiribana   | 1755   | 1945    | 3700   |
| Paradera    | 1207   | 1279    | 2486   |
| Ayo         | 1582   | 1836    | 3418   |
| Piedra Plat | 1203   | 1217    | 2419   |
| Totaal      | 5747   | 6277    | 12.024 |

Bloemond is een wijk van de naamgevende plaats. Bij de volkstelling van 2000 werd Paradera Bloemond genoemd om verwarring met de regio te voorkomen.

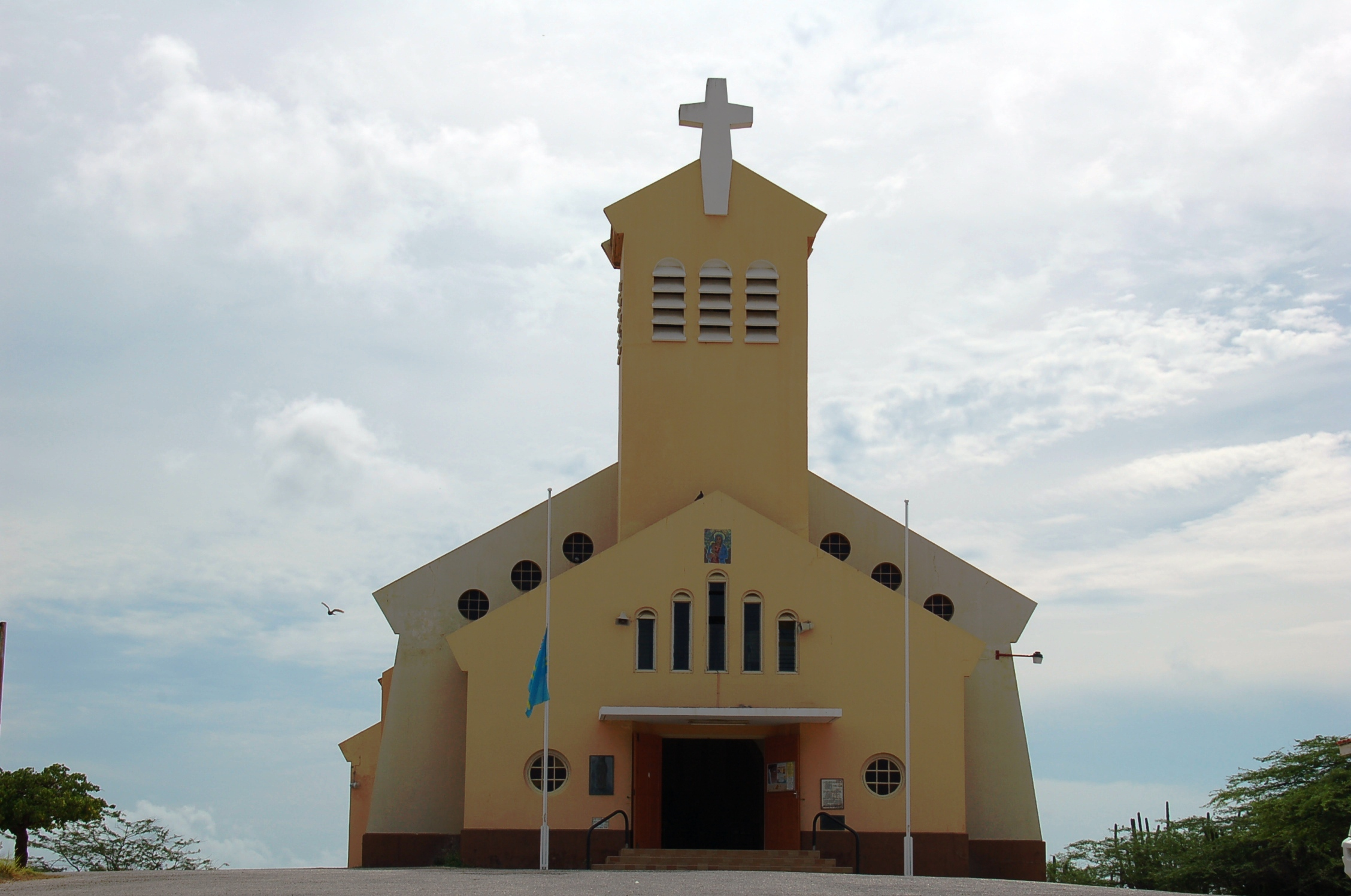
Parochiekerk St. Filomena te Paradera